# Audie Murphy
Audie Leon Murphy (Kingston, Texas, 20 juni 1924 - Catawba, Virginia, 28 mei 1971) was een Amerikaans majoor in het Amerikaanse leger. Hij was de meest onderscheiden Amerikaanse soldaat van de Tweede Wereldoorlog en nam gedurende 27 maanden deel aan de gevechtsacties. Later was hij actief als acteur en zanger.

## Loopbaan

### Militaire loopbaan

#### Begin van de militaire loopbaan

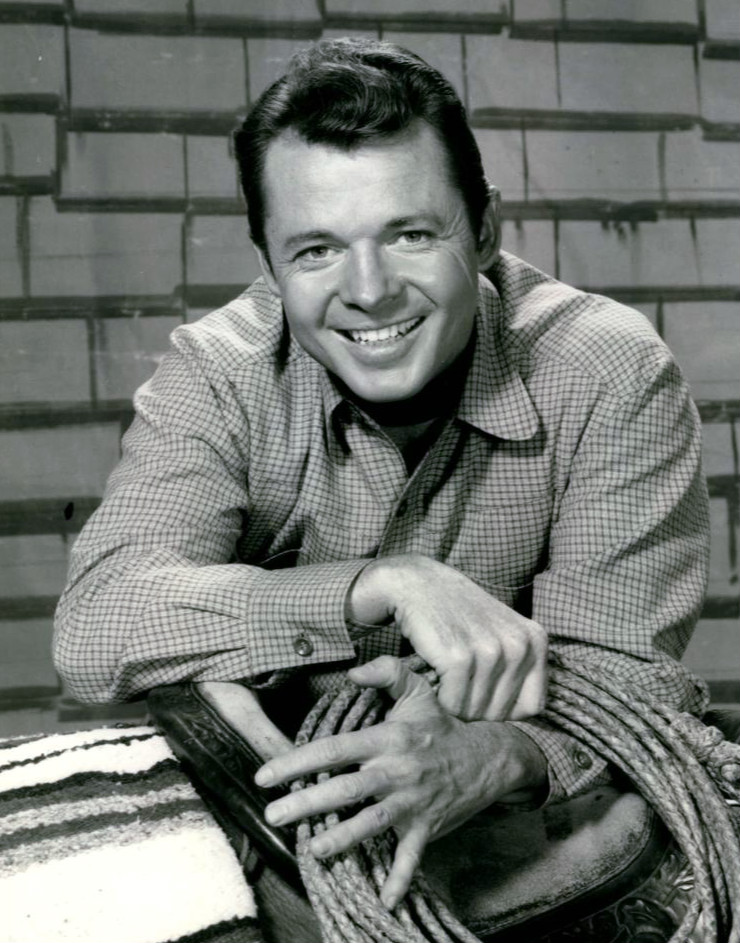
Audie Murphy

Murphy groeide op in een gezin van zogenaamde sharecroppers (losse landarbeiders), waar grote armoede heerste. Zijn moeder kreeg elf kinderen, van wie er twee overleden; zodra deze kinderen oud genoeg waren werden zij ingezet om mee te helpen de kost te verdienen. Zijn vader was op een dag verdwenen en van hem werd nooit meer iets gehoord. In de loop der jaren werd de moeder steeds zwakker en overleed toen Murphy 16 jaar oud was. De drie jongste kinderen werden naar een weeshuis gezonden en Murphy ging werken, eerst bij een benzinepomp en vervolgens bij een radioreparateur. Toen de Japanners Pearl Harbor aanvielen besloot hij zich aan te melden bij het leger; op zijn zeventiende verjaardag meldde hij zich bij een rekruteringsbureau van de mariniers maar werd afgewezen omdat zijn gewicht onvoldoende was. Uiteindelijk, na nog een vergeefse sollicitatie bij de parachutisten, werd hij aangenomen bij de infanterie. Hij had met de hulp van zijn zus een vervalst geboortebewijs gebruikt, met 1924 als geboortedatum, zodat hij oud genoeg leek. Tijdens de intensieve training viel hij flauw en kreeg vervolgens de bijnaam baby. De commandant van Murphy probeerde hem op de school voor koks en bakkers te krijgen, waar hij het minder zwaar zou hebben. Murphy weigerde dit en zei dat hij dan nog liever de gevangenis in ging. Zijn koppigheid werd beloond en hij mocht in actieve dienst blijven; te Fort Meade, waar zijn opleiding voltooid zou worden, bleef hij steeds aandringen op uitzending en in het begin van 1943 landde Murphy met de rest van de troepen in Noord-Afrika.
De oorlog was in deze sector praktisch voorbij en in plaats van gevechten volgde een lange eentonige trainingsperiode; uiteindelijk kwam het nieuws dat de compagnie van Murphy bij Tunis zou worden ingezet, maar voordat men was vertrokken werd het bevel herroepen omdat de Duitsers in die streek zich hadden overgegeven. De commandant van de troepen besloot dat Murphy, met zijn magere figuur, niet aan het front thuishoorde en liet hem naar het hoofdkwartier overplaatsen en dienstdoen als loopjongen. Murphy was het daar echter niet mee eens en ging voortdurend in het geheim mee met patrouilles en verkenningstochten. Hij werd uiteindelijk bij de commandant geroepen die aan hem vroeg: Wat heb je, wil je graag dood? Ik heb geprobeerd jou een plezier te doen. Nu zal ik mijzelf een plezier doen. Jij gaat terug naar de linie en daar blijf je tot je zo genoeg van vechten hebt dat je ervan kunt kotsen. Murphy werd nu bevorderd tot korporaal en teruggezonden naar het front met de woorden: Ga nu maar naar het front en geef ze op hun donder.

#### Gevechten in Zuid-Italië

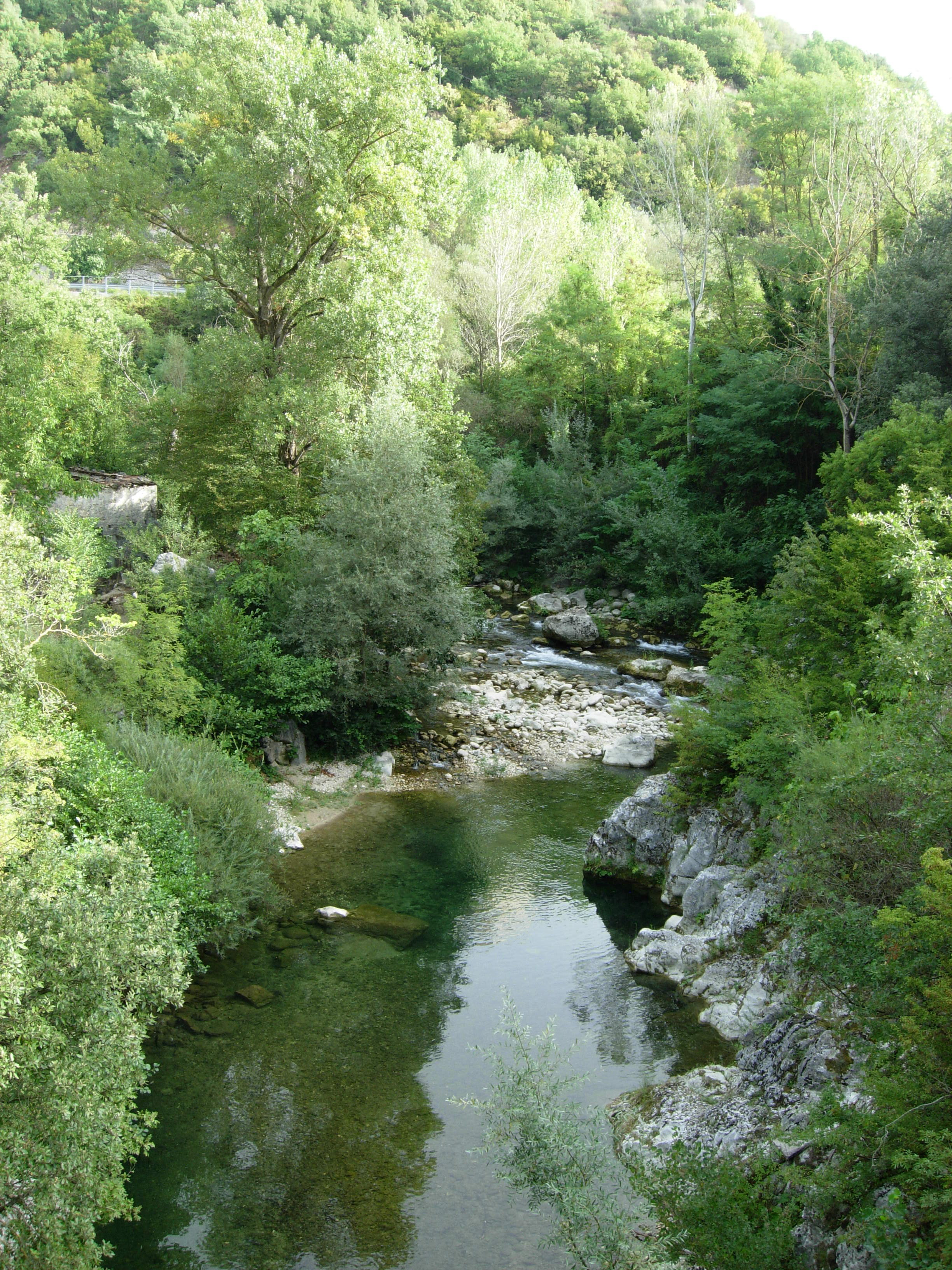
De rivier Volturno, waar Murphy en zijn troepen strijd leverden

Niet lang nadat Murphy aan het front terug was begon de ineenstorting van de vijandelijke verdediging; er volgde een mars naar Palermo, waarbij iedere dag gemiddeld 25 tot 30 mijl moest worden afgelegd over moeilijk begaanbaar terrein. Gedurende deze mars liep Murphy malaria op maar herstelde snel van deze aanval. Het regiment bereikte bij de mars door de provincie Messina, het sluitstuk van de campagne op Sicilië, de westelijke oever van de Furiano; het Furianogebied was één groot mijnenveld, waar de vijand zich ingegraven had en vastbesloten was zich tot het uiterste te verdedigen. Toen de geallieerde troepen de rivier naderden werden zij begroet met een geconcentreerd artillerie- en mortiervuur; tot driemaal toe stormden de troepen vergeefs en één der manschappen werd krankzinnig, waarop hij werd teruggestuurd. Als ik ooit zo mesjogge doe mogen jullie mij doodschieten, was de reactie van een van Murphy's vrienden. Een deel van het regiment stak de rivier over en Murphy bleef achter om een machinegeweerstelling te helpen bewaken. De troepen liepen intussen vast op een helling en de compagniescommandant werd gedood; een gecoördineerde aanval, gevormd door een onverwachte landing achter het vijandelijk front, bracht de aanvallers om de Fratelloberg heen, terwijl een rechtstreekse aanval op de heuvels het Duitse verzet uiteindelijk brak.
De landing op het vasteland van Italië vond plaats in de buurt van Salerno. De Italiaanse regering had zich inmiddels overgegeven en men verwachtte dat de mars naar Rome weinig tijd in beslag zou nemen maar de tocht duurde veel langer dan gedacht. De troep van Murphy bereikte uiteindelijk de Volturno, waar aan de oevers een door de vijand gebouwde kazemat werd betrokken. Tegenover de troep, aan de overkant van de rivier, waren vijandelijke posities; na een beleg van een paar dagen en de dood van Antonio, collega van Murphy, doorbraken de geallieerde troepen de Duitse linies en werd verder getrokken naar Mignano. De Duitsers hadden zich verschanst op de bergen rond deze plaats; het gebied vormde een machtige voorpost voor de linies, waarop de vijand zich gedurende de wintermaanden wilde terugtrekken. Om strategische redenen trokken de geallieerde troepen om Mignano heen en werd de aanval gericht op de bergen. In de bergen wist de groep van Murphy een gevechtspatrouille van Duitsers te overrompelen en te doorzeven. Vier Duitsers overleden direct maar drie anderen waren zwaargewond, werden meegenomen naar het bivak en overleden in de nacht daarop volgend. Volgens Murphy: de eigenaardige ethiek van de oorlog laat toe dat wij lichamen doorzeven met kogels; maar toen waren het nog soldaten - het machinegeweer van Swope veranderde hen weer in mensen en volgens de regels van het spel mogen wij hen niet blootstellen aan het vuur van hun eigen artillerie. In november werd de troep van Murphy uit de linies gehaald nadat de vallei van vijanden gezuiverd en de Lungoberg in geallieerde handen gevallen was.

#### Gevechten in Midden-Italië

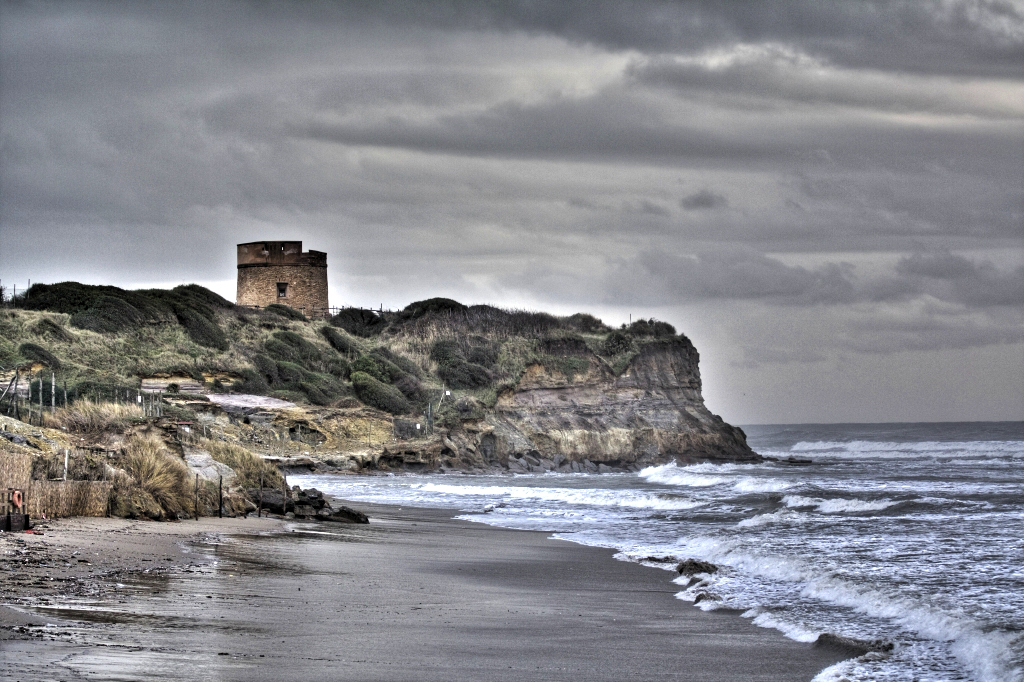
Anzio

De strijd verplaatste zich inmiddels naar meer noordelijk gelegen gebieden; Murphy en zijn troep kregen in die tijd een training in een moerassig terrein in de buurt van Napels; deze training bestond onder meer uit het houden van schijngevechten en het bestormen van een gefingeerd bruggenhoofd. Op de dag van terugkeer naar het front werd Murphy ernstig ziek (malaria) en kon pas een week later zijn bataljon achterna reizen naar Anzio. Teruggekeerd in het hoofdkwartier der divisie vernam hij dat er een slachting onder zijn vrienden was aangericht en dat de compagnie nog maar uit 34 man bestond. Mike Novak was gesneuveld, Swope en Kerrigan gewond geraakt en de Duitsers hadden zich in hun posities ingegraven. Op 13 december 1943 werd Murphy aldaar bevorderd tot sergeant en in januari vond de grote aanval plaats op het bruggenhoofd. De compagnie van Murphy kreeg de taak de Duitsers te verdrijven uit de sector langs de hoofdweg. Over de gevechten zei Murphy: Je merkt al gauw dat een situatie zelden zo gevaarlijk is als het in de verbeelding lijkt; sommigen brengen het er altijd levend af. Ja, maar gewoonlijk leggen sommigen ook het loodje. Je redeneert er niet over. Het blijft allemaal persoonlijk. Maar voortdurend bonst die ene vraag door mijn hersens: zal het ditmaal mijn beurt zijn?  Tijdens de aanval werden door de Duitsers 20 millimeter granaten gebruikt, moordende projectielen, die bij aanraking ontploften en er werd een slachting aangericht onder de geallieerde troepen, waarbij onder meer Mason sneuvelde. Er deden geruchten de ronde dat de geallieerde troepen langs het gehele front waren teruggeslagen en dat de aanval slechts had gediend om de positie van de geallieerden te verzwakken; de volgende dag zou opnieuw aangevallen worden. Murphy schreef: Moe en vol ergernis worden we in een kwaadaardige stemming wakker. Een krankzinnige moordlust maakt zich langzamerhand van ons meester. Het wordt ons onverschillig of we blijven leven of doodgaan.

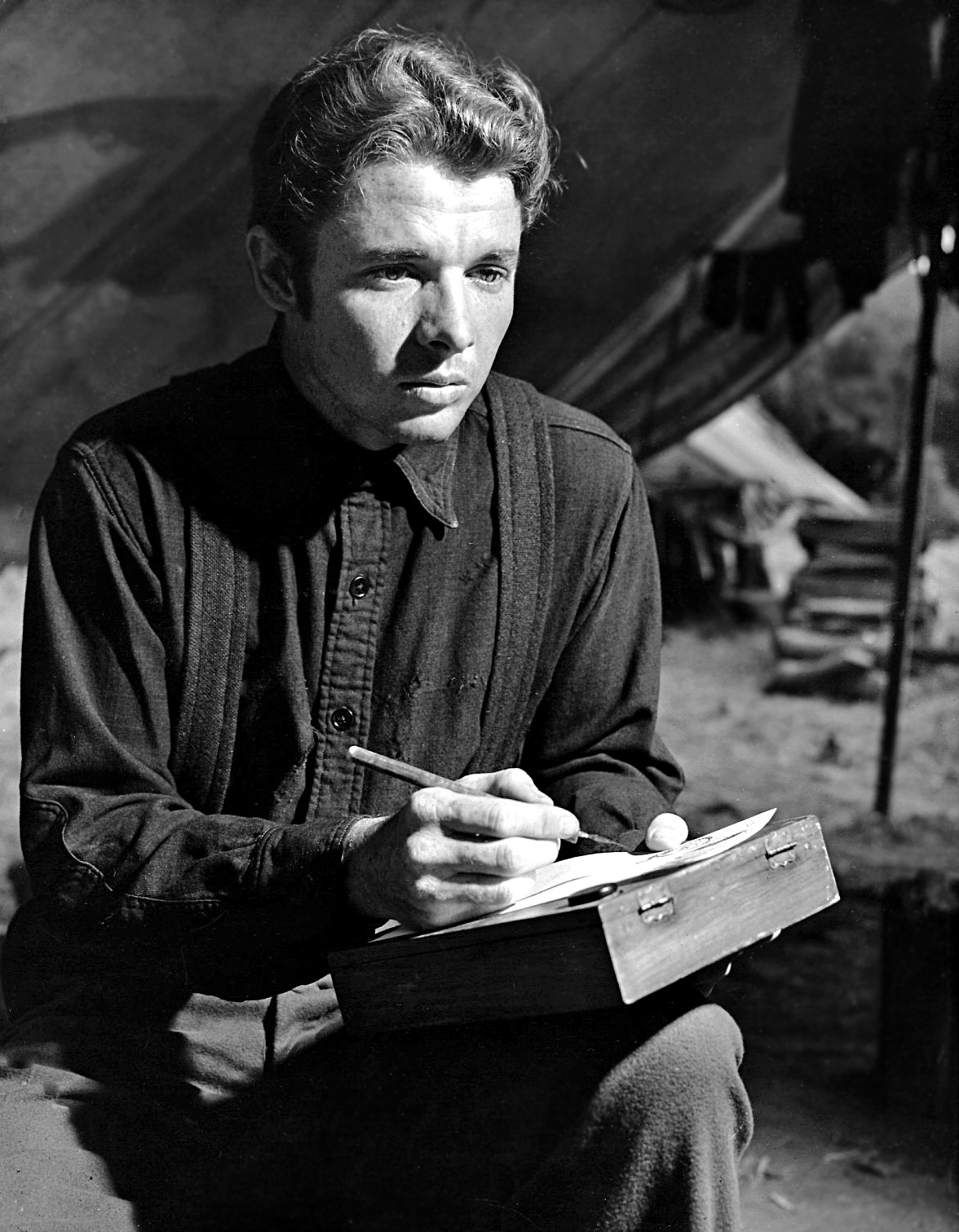
Audie Murphy

De Duitsers hadden versterkingen ontvangen en richtten met hun lichte wapens een slachting aan; de geallieerde artillerie begon een aanval op de Duitse linies, trof talloze vijanden maar ook de geallieerde troepen werden geteisterd en teruggedreven door automatisch vuur. De toevoer van nieuwe soldaten hield geen gelijke tred meer met de aangerichte slachting. Een soldaat kreeg een zenuwaanval, begon hysterisch te huilen, stond gillend op en rende regelrecht op de vijandelijke linies af, waarbij hij werd neergemaaid door een sluipschutter. Aan het einde van de dag waren sommige compagnies geslonken tot 20 man en was er geen meter gewonnen. Doordat Belsky gewond was afgevoerd kreeg Murphy de leiding over het peloton. In deze periode maakte Murphy onder meer deel uit van een gevechtspatrouille, wist hij een aantal Duitse tanks onschadelijk te maken en bracht hij een periode wegens terugkerende malaria in het ziekenhuis door. Toen de lente aanbrak kwamen er steeds meer versterkingen naar het front - de bedoeling was nu om de vijand uit zijn stellingen te verdrijven en de verbinding met de hoofdmacht, die uit het zuiden oprukte, tot stand te brengen. De eerste belangrijke opdracht aan de compagnie van Murphy was de spoorlijn ten zuiden van Cisterna af te snijden.
Terwijl ze daarmee bezig was bemerkte Murphy dat hij en zijn manschappen binnen het bereik van twee Duitse versterkingen waren gekomen; een sergeant van het eerste peloton, Lutsky, bedenkend dat als zijn manschappen geïsoleerd werden ze waarschijnlijk zouden worden afgemaakt, stond op en liep met een submachinegeweer recht op de vijandelijke stelling toe. Hij was op het vlakke terrein een ideaal mikpunt en werd neergemaaid, stond echter weer op en werd opnieuw geraakt. Lutsky stond nog voor een derde keer op en bleef al vurend doorlopen, waarop tien Duitsers verschrikt hun geweer neergooiden. Later vernam Murphy dat deze sergeant ook de tweede Duitse stelling bestormd had; door zijn lef het vuur volkomen te negeren wist hij zestig meter vooruit te komen, voordat een laatste salvo een einde aan zijn leven maakte. Geïnspireerd door zijn heldenmoed bestormden zijn manschappen de Duitse stelling en namen deze. Hierop was het onmiddellijke verzet gebroken.

#### Gevechten in Frankrijk

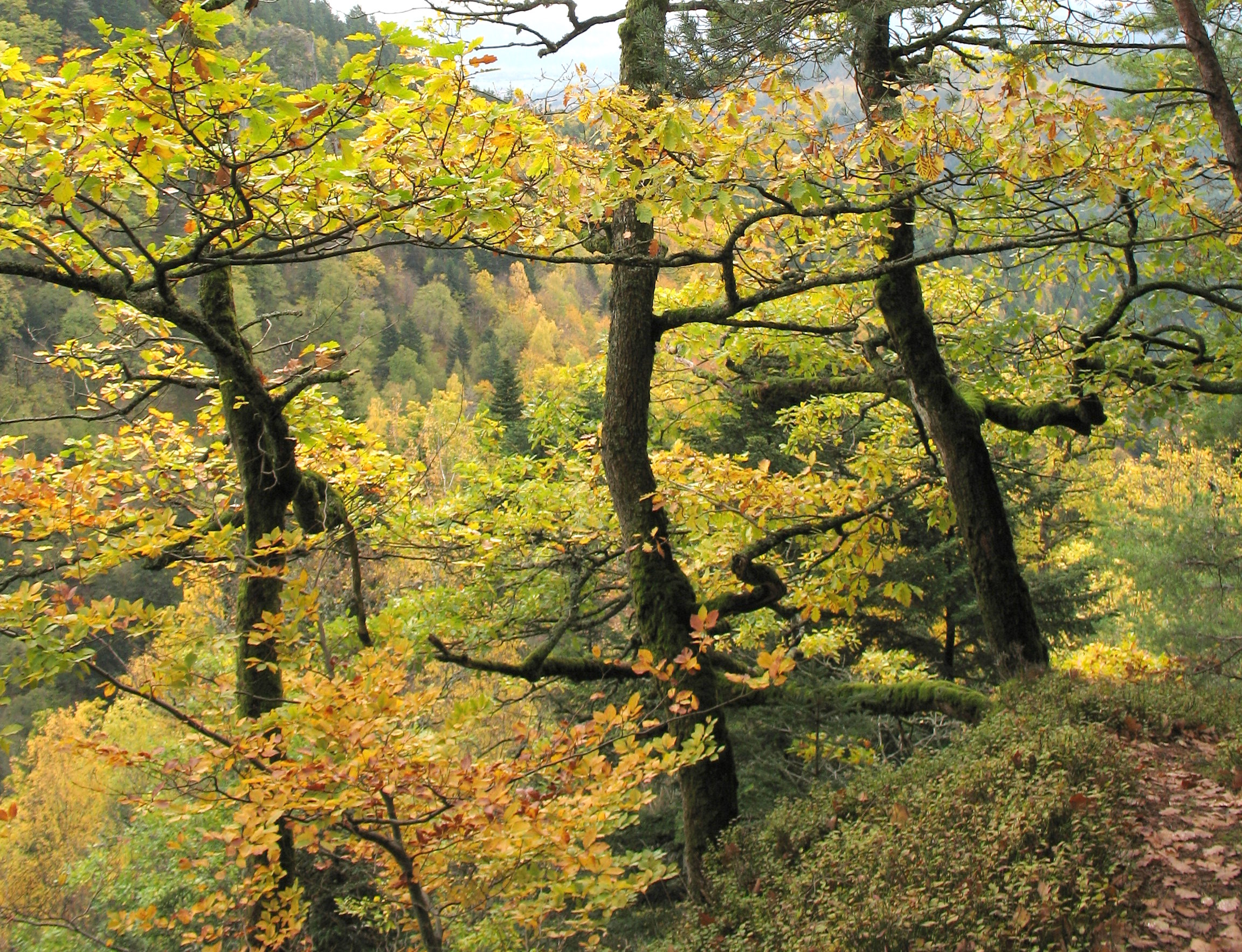
In de bossen van de Vogezen werden verbitterde gevechten gevoerd

Naarmate de geallieerde troepen Rome naderden begon de Duitse achterhoede zich meer verbeten te verdedigen; telkens werd de opmars afgebroken door meedogenloze vuurgevechten. De Duitsers dwongen een gevangengenomen luitenant en een sergeant vóór op een tank te gaan zitten die op de geallieerde troepen werd gestuurd; men geloofde kennelijk niet dat op de eigen soldaten geschoten zou worden; de compagniescommandant zag de feiten nuchter onder ogen en gaf bevel tot vuren. De luitenant viel dood van de tank af en de sergeant wist te ontsnappen maar de tank was tot stilstand gebracht. Rome was slechts een van de objecten op de eindeloze weg van de oorlog en de landing op de kust van Zuid-Frankrijk was de volgende; Murphy nam deel aan deze landing; even daarna sneuvelden twee van zijn kameraden (Valero en Constantino) en stond hij alleen tegenover een overmacht aan vijanden. Met zijn mitrailleur wist hij zich te redden tot zijn vriend Brandon hem ter hulp kwam; die werd even later neergemaaid door een machinegeweer. Murphy was hierover zo kwaad dat hij de vijand met een karabijn en granaten te lijf ging en deze onschadelijk wist te maken. De Duitse reacties op de onweerstaanbare opmars van de geallieerde troepen door Frankrijk was wisselend; in één geval gaven zich 20.000 man over aan een enkel Amerikaans peloton maar hier en daar boden kleine troepjes felle weerstand. Bij Montélimar werd door de groep van Murphy hevig gevochten, waarna verder getrokken werd naar Besançon.
Het was inmiddels september geworden en de Duitsers trokken zich steeds verder terug naar hun stellingen in de Vogezen; naarmate zij dichter bij deze stellingen kwamen deden zij steeds venijnige tegenaanvallen - de gevechten die het regiment van Murphy nu meemaakte behoorden tot de zwaarste uit de gehele oorlog. Het werd winter toen de steengroeve van Cleurie bereikt werd. Deze lag hoog op een rotsachtige beboste helling en vormde een knooppunt binnen de Duitse linies; ze bestreken een groot stuk van de straatweg die de geallieerden voor hun opmars nodig hadden. Alle toegangswegen werden bewaakt door machinegeweren, waarvan de kogellijnen elkaar kruisten. Iedere nacht vonden er bloedige schermutselingen plaats; op een dag aldaar wist Murphy het leven van zijn bataljonscommandant en diens eerste officier te redden en verder voerden hij en zijn manschappen verbeten gevechten om de heuvel, die uiteindelijk in het voordeel van de geallieerden werden beslecht. Niet lang daarna raakte Murphy gewond en werd afgevoerd naar het veldlazaret.

#### Gevechten in noordoost Frankrijk

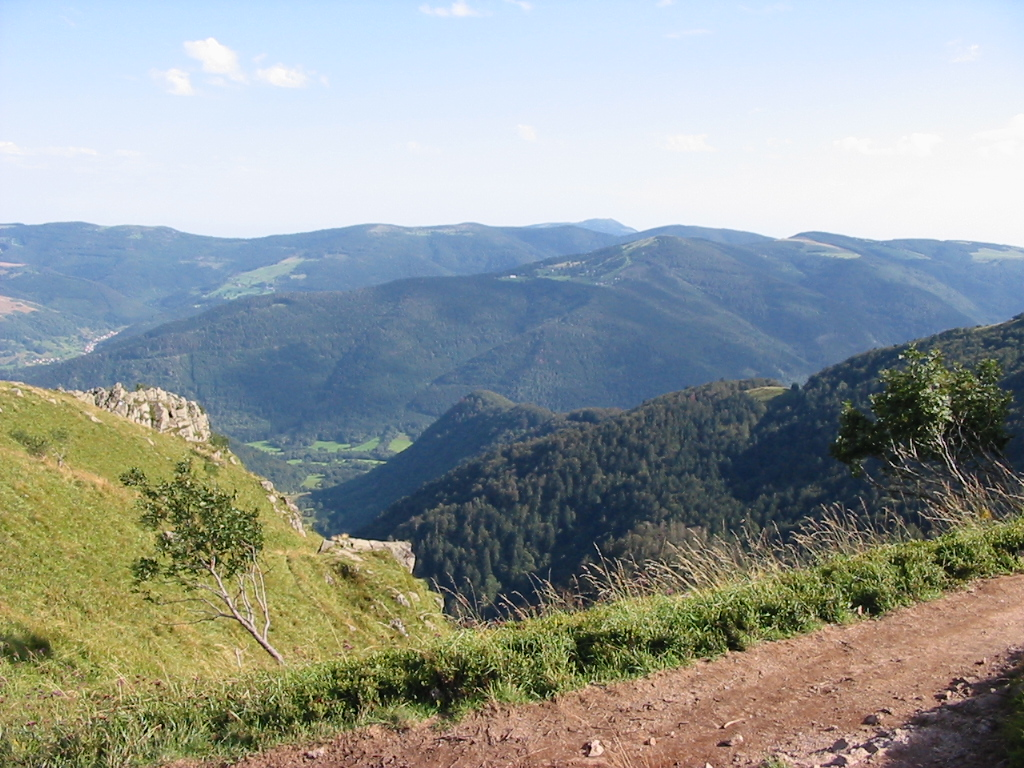
Omgeving van Colmar

Toen Murphy in januari naar het front terugkeerde had de divisie, ondanks het zeer moeilijke terrein en de zeer ongunstige weersomstandigheden, de Vogezen achter zich gelaten, in de "winterlinies" van de vijand een bres geslagen en de Rijn bij Straatsburg bereikt. Aan de andere kant van de rivier lag Duitsland maar er waren nog vele weken van gevechten nodig en vele soldaten zouden nog sneuvelen voor er een poging kon worden gedaan de rivier over te trekken. Eén der belangrijkste taken van het detachement van Murphy was het elimineren van de saillant van Colmar, een zwaar versterkt gebied dat zuidelijk van de geallieerde linies naar de Zwitserse grens liep. De Fecht en de Ill stroomden tussen beide linies door; het 3de bataljon wist de rivier over te steken, werd niet gedekt in de flanken en werd aangevallen door tien Duitse tanks en tankjagers - het bataljon had geen verdediging tegen pantserwagens en werd in stukken gehakt, die methodisch onder vuur genomen werden door machinegeweren. Het eerste bataljon bij Riedwihr werd op soortgelijke wijze in de pan gehakt; het regiment van Murphy kreeg nu bevel aan de aanval deel te nemen. Het terrein waarover het zich voortbewoog was bezaaid met lijken en kledingstukken en er werd gemopperd over opdrachten die gelijkstonden aan zelfmoord. Terwijl tanks voor het regiment uitreden ploften er granaten op de manschappen neer. Uit twee van de tanks laaiden vlammen op en de nog levende leden van de bemanning kropen er brandend uit. Onder zwaar vuur trokken de manschappen zich terug uit de stelling en nu ontstonden man-tegen-mangevechten.
De nacht werd doorgebracht in de sneeuw, de volgende dag werd opgerukt naar Holtzwihr en om 2 uur 's middags vielen de Duitsers aan met zes tanks en een paar honderd man infanterie. Nadat deze tanks de stellingen met machinegeweer onder vuur hadden genomen waren er van de 128 man geen 40 meer over. Murphy (eerder benoemd tot tweede luitenant) was de laatste van de zeven officieren. Hij nam plaats op een tankjager en, gewapend met een machinegeweer, ging hij op de vijand af. Hij raakte er zo veel mogelijk en gaf bovendien de positie van de vijand door aan de artillerie. Uiteindelijk liet hij zich van de tankjager vallen, ging terug naar de voorpost en trok opnieuw met zijn manschappen tegen de vijand op. De rest van de dag werd doorgebracht met het opruimen van kleine verzetshaarden en het verdrijven van de vijand uit de sector. De volgende dag werd opgetrokken voor een nieuwe aanval in de voorste linies en in de avond werd het Colmar-kanaal bereikt; dit werd zonder veel moeite overgetrokken en men rukte verder naar Biesheim. Nu de laatste fase van het offensief bereikt was namen de gevechten in hevigheid toe. In de nacht zocht Murphy een schuilplaats en kwam terecht op een kerkhof. Het commentaar van zijn manschappen was: Verdomd! De begrafeniscompagnie is eindelijk thuis! Jongens schuif eens een eindje opzij; we komen naast jullie liggen. De dag des oordeels is gekomen en ik ben het eerste bij de hand! Inmiddels viel de lente in en veranderde de aarde in een modderpoel; men bereidde zich nu voor op de grote sprong in het Duitse land. Murphy werd benoemd tot verbindingsofficier en kwam daardoor praktisch niet meer in de gevechtslinie.

#### Laatste gedeelte van de oorlog
Het regiment van Murphy sloeg zich door de Siegfriedlinie heen maar werd ingesloten aan de rand hiervan en door de vijand genadeloos onder vuur genomen. Iedereen die een poging deed de loopgraaf te verlaten overleefde dit slechts enkele seconden. Op het hoofdkwartier hoorde Murphy deze berichten, hield het niet meer uit en vertrok daarheen. De Siegfriedlinie bleek verlaten en Murphy bereikte ongedeerd zijn manschappen, die geheel gedemoraliseerd waren; een van zijn manschappen zei: Richt het zo in dat ik voor de krijgsraad kom. Ik snak naar een krijgsgevangenenkamp - straks gooien ze Hitler zelf nog, ze hebben verder al alles op ons neergekeild. Ze hebben ons aan moes geslagen. Murphy leidde de manschappen uit de verlaten Siegfriedlinie en keerde terug naar het hoofdkantoor. De oorlog was toen vrijwel ten einde.
Murphy werd op 30 juni 1942 benoemd tot soldaat, op 7 mei 1943 tot soldaat eerste klasse, op 15 juli 1943 bevorderd tot korporaal, op 13 december 1943 tot sergeant, op 13 januari 1944 tot stafsergeant, op 14 oktober 1944 bevorderd tot tweede luitenant, op 16 februari 1945 bevorderd tot eerste luitenant, op 21 augustus 1945 benoemd tot eerste luitenant bij het reserve officierenkorps, op 14 juni 1950 bevorderd tot kapitein, op 19 oktober 1950 als kapitein aangesteld bij de National Guard, op 14 februari 1956 bevorderd tot majoor bij de Texas National Guard, op 14 februari 1956 benoemd tot majoor bij de National Guard, op 8 november 1966 benoemd tot majoor bij de United States Army Reserve en op 22 mei 1969 benoemd tot majoor bij de United States Army Retired Reserve.

#### Na de Tweede Wereldoorlog

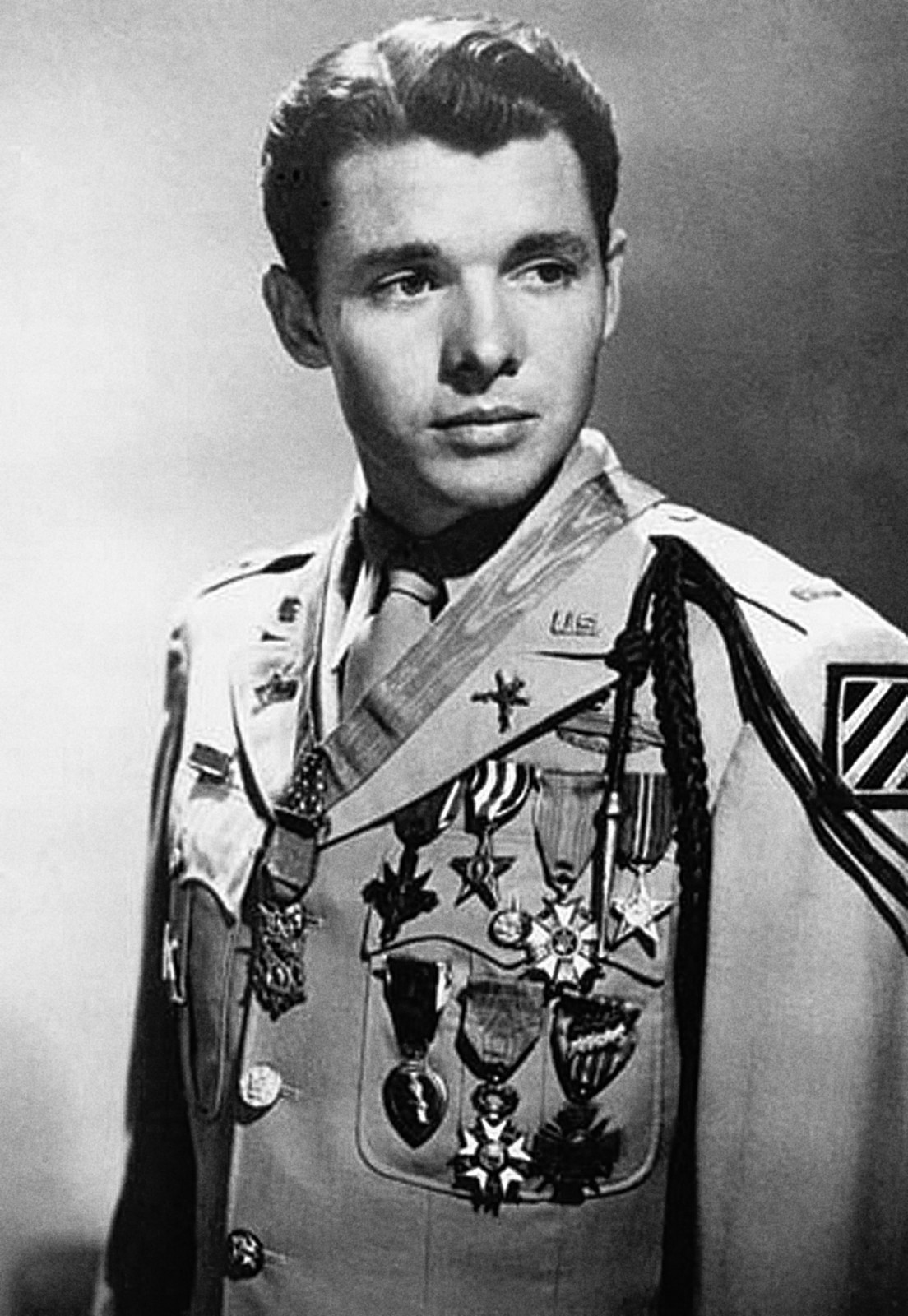
Audie Murphy

Vroeg in juni 1945, een maand na de Duitse capitulatie, keerde Murphy terug naar de Verenigde Staten, waar hij een heldenontvangst kreeg in zijn geboortestaat Texas. Hij werd eervol ontslagen uit het leger met de rang van eerste luitenant op 21 september 1945. Murphy werd wereldberoemd toen hij op de cover van Life verscheen (16 juli 1945) als de "meest gedecoreerde soldaat". Na de uitbraak van de Koreaanse Oorlog in juni 1950 nam hij weer dienst bij de 36ste infanterie divisie van de Texas National Guard. Deze divisie nam echter niet aan de strijd deel. Toen Murphy de Guard verliet (1966) was dat met de rang van majoor.

### Civiele loopbaan
Nadat Murphy terug was gekeerd uit Europa kocht hij een huis in Farmersville voor zijn oudste zus Corrine, haar echtgenoot Poland Burns en hun drie kinderen. Zijn bedoeling was dat zijn drie jongste zuster en broers, Nadine, Billie en Joe, die sinds de dood van hun moeder in een weeshuis verbleven, ook bij hen introkken maar zes kinderen onder één dak bleek wat veel dus nam Murphy hen bij zich in huis.
Nadat acteur James Cagney de foto van Murphy op de cover van Life had gezien nodigde hij deze in september 1945 uit om naar Hollywood te komen. De eerste jaren aldaar waren moeilijk voor Murphy. Door een gebrek aan werk raakte hij gedesillusioneerd, was vaak zonder geld en sliep op de grond van een oude sportschool 'Terry Hunt's Athletic Club', die eigendom was van zijn vriend Terry Hunt. Uiteindelijk kreeg hij een rol in de film Beyond Glory en in Texas, Brooklyn and Heaven. In de derde film, Bad Boy, kreeg Murphy een leidende rol. Murphy verscheen ook in de verfilming uit 1951 van het boek van Stephen Crane The Red Badge of Courage, waarvoor hij lovende kritieken kreeg. Hij had grote moeite met zichzelf te spelen in de film To Hell and Back uit 1955. In 1959 speelde hij in de western No name on the Bullet; deze film werd goed ontvangen, ondanks dat Murphy een professionele moordenaar speelde. Naast acteur was Murphy ook succesvol als countryzanger en componist. Hij werkte onder meer samen met Guy Mitchell, Jimmy Bryant, Scott Turner, Coy Ziegler en Ray en Terri Eddlemon. De liedjes van Murphy werden opgenomen en gezongen door onder meer Dean Martin, Eddy Arnold, Charley Pride, Jimmy Bryant, Porter Waggoner, Jerry Wallace, Roy Clark en Harry Nilsson. Zijn twee grootste hits waren Shutters and Boards en When the Wind Blows in Chicago.

#### To hell and back
Murphy schreef zijn autobiografie To hell and back in 1949 en het werd een nationale bestseller. Het boek was geschreven door zijn vriend David "Spec" McClure, een professionele schrijver. In de film uit 1955 speelde Murphy zichzelf; hij zag het in het begin als een soort uitverkoop van zijn daden tijdens de oorlog en vond dat Tony Curtis de hoofdrol in de film diende te krijgen. In de film werd de realiteit gevolgd en stierven de kameraden van Murphy net zoals in het boek vermeld werd. Aan het einde van de film bleef Murphy als enig lid van zijn oorspronkelijke regiment over. Tijdens de ceremonie, waarin Murphy de Medal of Honor kreeg, werden zijn vrienden weergegeven als geesten. Dat was een idee van Murphy die zijn vrienden wilde eren. De film bracht bijna 10 miljoen Amerikaanse dollars op gedurende de eerste jaren en was het grootste succes van de Universal Studios.
De Zweedse metalband Sabaton heeft op hun album 'Heroes' het lied To Hell and Back over hem geschreven.

#### Gezondheid
Murphy werd geplaagd door slapeloosheid, periodes van depressie en nachtmerries, waarschijnlijk een gevolg van de vele gevechten die hij moest leveren tijdens zijn leven. Zijn eerste vrouw, Wanda Hendrix, sprak vaak over Murphy's strijd. Tijdens de jaren 60 was Murphy een tijd verslaafd aan de slaappil Placidyl. Toen hij besefte dat hij verslaafd was geraakt sloot hij zichzelf op in een hotelkamer en leerde zichzelf het gebruik af. Hij brak daarnaast het taboe dat heerste over het praten over oorlog-gerelateerde geestelijke condities. Om aandacht te vragen voor de problemen van terugkerende veteranen uit Korea en Vietnam sprak hij openhartig over zijn eigen problemen. Hij deed een oproep aan de Amerikaanse regering om meer aandacht hieraan te besteden en ook de invloed van oorlog op de geestelijke gezondheid beter te bestuderen. Murphy trouwde in 1949 actrice Wanda Hendrix en scheidde in 1952 van haar; hij trouwde vervolgens met stewardess Pamela Archer, met wie hij 2 kinderen kreeg, Terrance Michael en James Shannon - zij waren genoemd naar twee van zijn beste vrienden.

## Dood van Murphy
Op 28 mei 1971 vond Murphy de dood toen een privévliegtuig, waarin hij als passagier meevloog, neerstortte te Brush Mountain, bij Catawba. Het ongeluk werd waarschijnlijk veroorzaakt door regen, wolken en slecht zicht. De piloot en vier andere passagiers vonden eveneens de dood. Het vliegtuig was een 2-motorig Aero Commander 500 family-vliegtuig, met registratienummer N601JJ en de piloot, een particuliere, had 8.000 vlieguren maar niet alle kwalificaties benodigd daarvoor. Het vliegtuig werd ontdekt op 31 mei 1971. In 1974 werd een grote granieten steen op een plaats nabij de plek des onheils neergezet. Een goede vriend, kapitein Carl Swickerath, vertegenwoordigde de familie tijdens de onthulling. Op 7 juni 1971 werd Murphy met militaire eer begraven op Arlington National Cemetery. De officiële vertegenwoordiger van de regering was de gedecoreerde Tweede Wereldoorlog-veteraan en toekomstig president G.H.W. Bush. De plaats van Murphy's graf is in sectie 46, nummer 46-366-11, aan de Memorial Drive.

## Uitspraken van Murphy
- (na de oorlog) Het is alsof er een bosbrand in je binnenste heeft gewoed en nu alleen de verkoolde resten overblijven van wat eens groen was.[9]
- Ik geloof in mannen als Brandon en Novak, Swope en Kerrigan en al die mannen die de vijand onder ogen hebben gezien, die niet jammerden als ze verslagen werden en niet bluften als ze triomfeerden. De mannen die dwars door de hel zijn gegaan en weer zouden gaan om wat ons land juist en waardevol acht in stand te houden.[9]

## Onderscheidingen

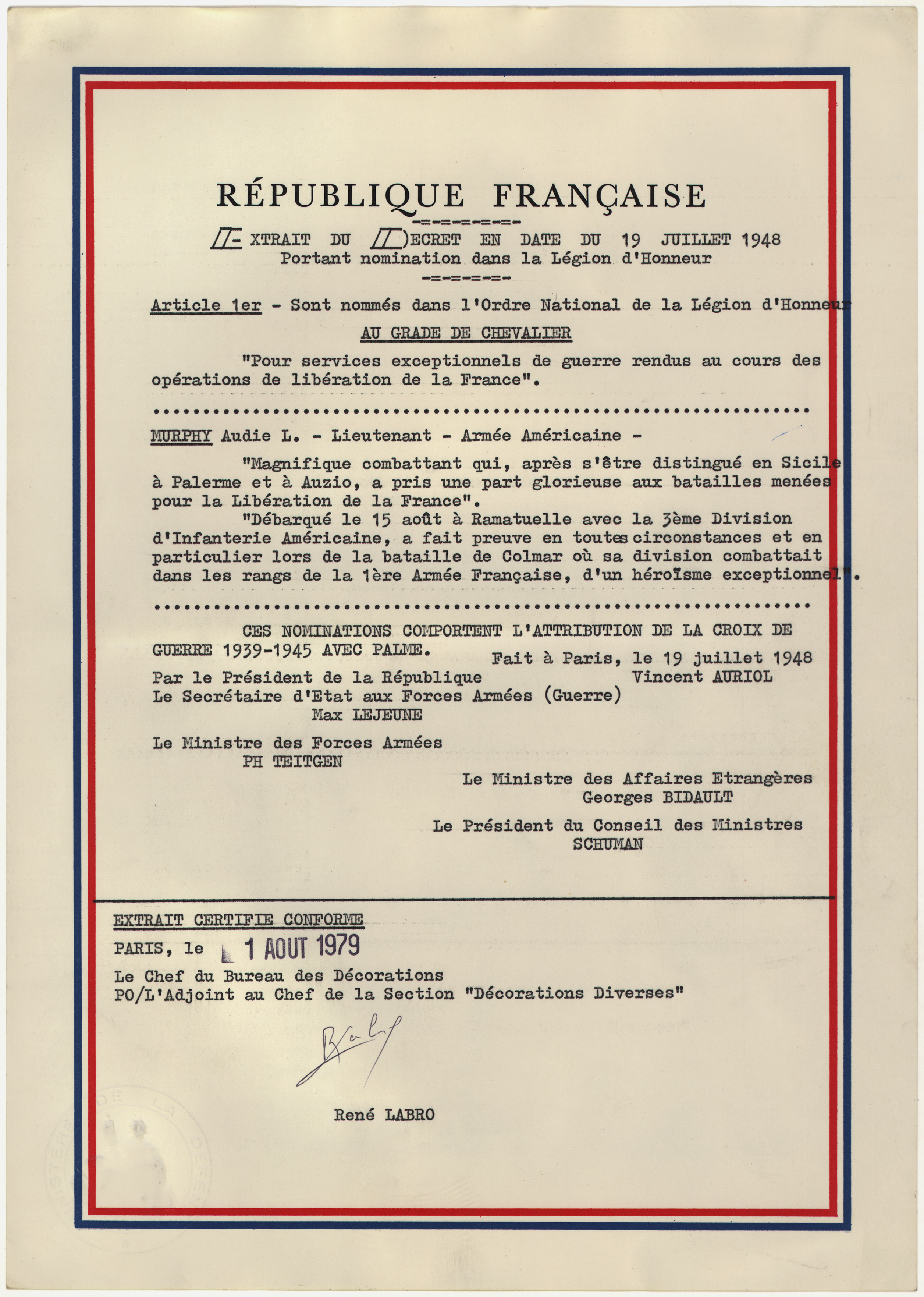
Toekenning van het Legioen van Eer

- Medal of Honor op 8 september 1945[10]
- Distinguished Service Cross
- Silver Star
- Legioen van Verdienste
- Bronzen Ster
- Purple Heart
- Department of the Army Outstanding Civilian Service Award
- Good Conduct Medal
- Presidential Unit Citation
- American Campaign Medal
- European-African-Middle Eastern Campaign Medal
- World War II Victory Medal
- Army of Occupation Medal
- Armed Forces Reserve Medal
- Ridder in het Legioen van Eer op 19 juli 1948[11]
- Croix de Guerre met zilveren ster
- Croix de Guerre 1939-1945 met Palm op 16 april 1945[12]
- French Liberation Medal
- Belgisch oorlogskruis
- Toestemming tot het dragen van de nestels van het Croix de Guerre
- Drager van het Combat Infantryman Badge
- Drager van de Marksmanship Badge
- Drager van de Expert Badge

## Filmografie
- Texas, Brooklyn and Heaven (1948)
- Beyond Glory (1948)
- Bad Boy (1949)
- The Kid from Texas (1950)
- Sierra (1950)
- Kansas Raiders (1950)
- The Red Badge of Courage (1951)
- The Cimarron Kid (1952)
- The Duel at Silver Creek (1952)
- Gunsmoke (1953)
- Column South (1953)
- Tumbleweed (1953)
- Ride Clear of Diablo (1954)
- Drums Across the River (1954)
- Destry (1954)
- To Hell and Back (1955)
- World in My Corner (1956)
- Walk the Proud Land (1956)
- The Guns of Fort Petticoat (1957)
- Joe Butterfly (1957)
- Night Passage (1957)

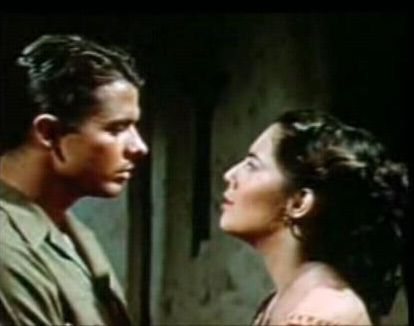
Audie Murphy in To Hell and Back

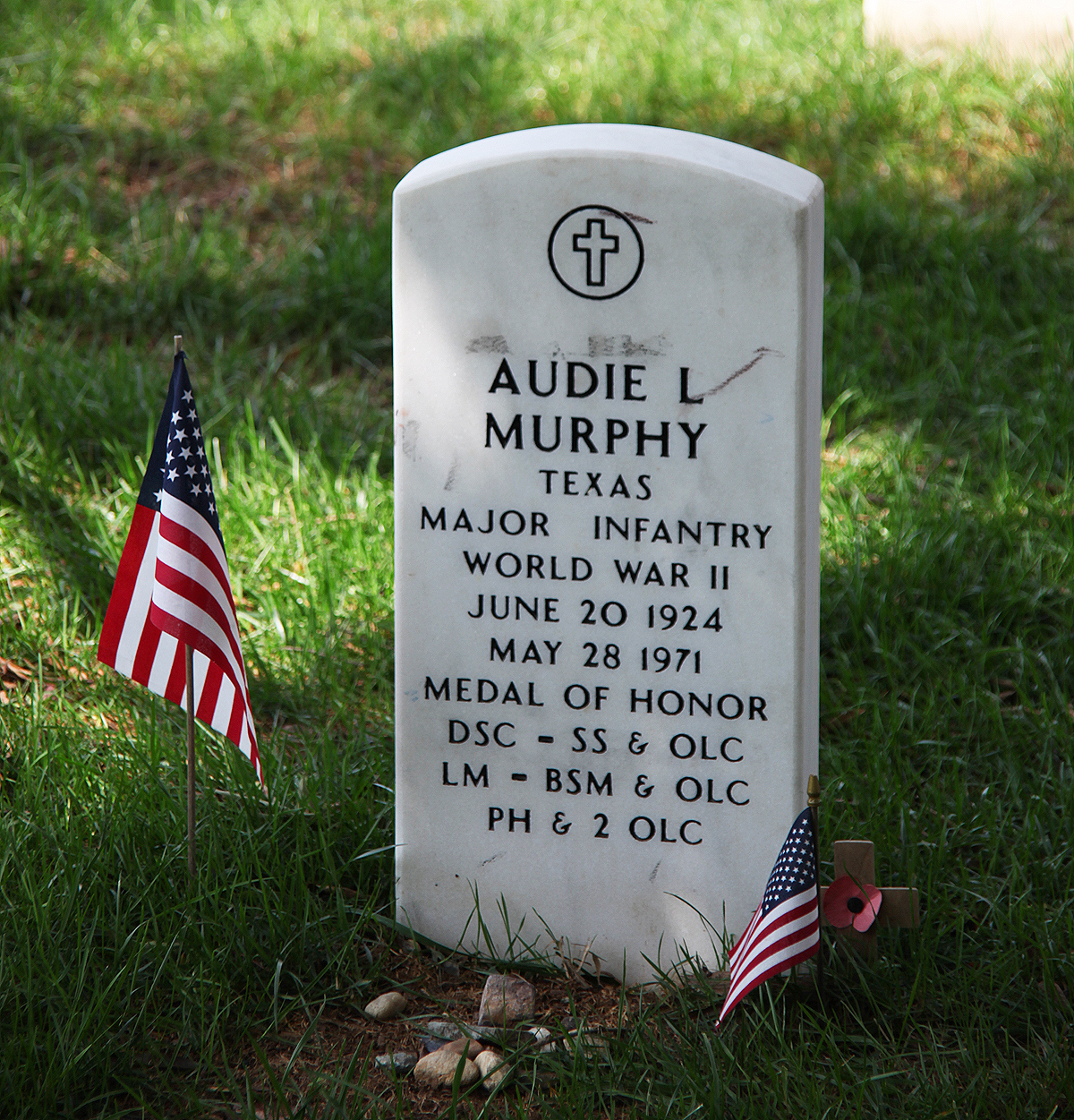
Grafsteen van Murphy op Arlington

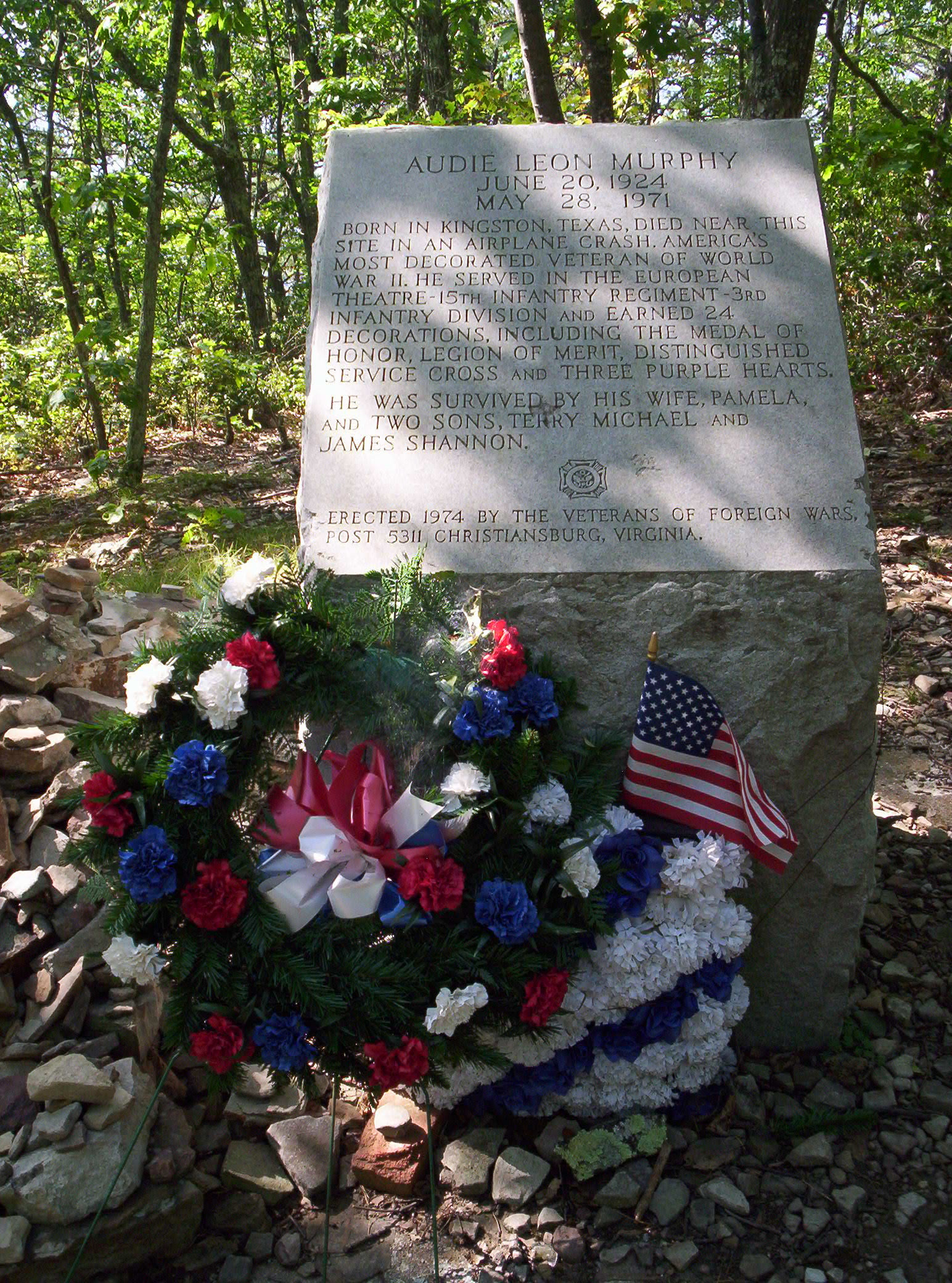
Monument vlak bij de plaats waar Murphy verongelukte

- Suspicion (TV anthology series) - episode: The Flight (1957)
- The Quiet American (1958)
- General Electric Theater (TV anthology series) - episode: "Incident" (1958)
- Ride a Crooked Trail (1958)
- The Gun Runners (1958)
- No Name on the Bullet (1959)
- The Wild and the Innocent (1959)
- Cast a Long Shadow (1959)
- Startime (TV anthology series) - episode: The Man (1960)
- Hell Bent for Leather (1960)
- The Unforgiven (1960)
- Seven Ways from Sundown (1960)
- Posse from Hell (1961)
- Whispering Smith (1961) televisieserie - 26 afleveringen
- Battle at Bloody Beach (1961)
- Six Black Horses (1962)
- Showdown (1963)
- War is Hell (1963) - narrator
- Gunfight at Comanche Creek (1963)
- The Quick Gun (1964)
- Bullet for a Badman (1964)
- Apache Rifles (1964)
- Arizona Raiders (1965)
- Gunpoint (1966)
- Trunk to Cairo (1966)
- The Texican (1966)
- 40 Guns to Apache Pass (1967)
- A Time for Dying (1969)

## Selectie van kameraden van Murphy tijdens de oorlog
- Anderson, eerste luitenant - maakte verschillende slagen mee maar werd wegens shellshock in een hospitaal opgenomen
- Antonio, van Italiaanse komaf, gedood door een vijandelijk machinegeweersalvo
- Beltsky, sergeant - werd gewond door een granaat
- Brandon, uit Kentucky - omgekomen door vijandelijk vuur
- Kapitein Buckman - commandant van de troep van Murphy
- Kapitein Hogan - commandant van de troep van Murphy - gesneuveld door een granaatinslag
- Capehart - opvolger van Antonio na diens sneuvelen
- Abraham Homer ("Horse-Face") Johnson - begon iedere conversatie met de woorden: "dat doet mij denken aan een grietje"; hij sneuvelde in Midden-Italië, in het hart getroffen door een granaatsplinter
- Emmet J. Kerrigan, sergeant - later gewond geraakt
- Mason - afkomstig uit Georgia en gesneuveld door de luchtdruk van een ontploffende granaat
- Mike Novak - Pool van origine en een prima soldaat. Alle Duitsers, dood of levend behoorden voor hem tot één klasse: "rotzakken". Sneuvelde door een voltreffer.
- Snuffy Jones - bij Besançon gewond geraakt
- Steiner - gesneuveld tijdens de mars naar Rome door een kogel in de slagader van zijn keel
- Swope - Cherokee-Indiaan, goede scherpschutter met een zwak voor automatische wapens en zonder angstgevoel, raakte later gewond